# Kirche Braderup

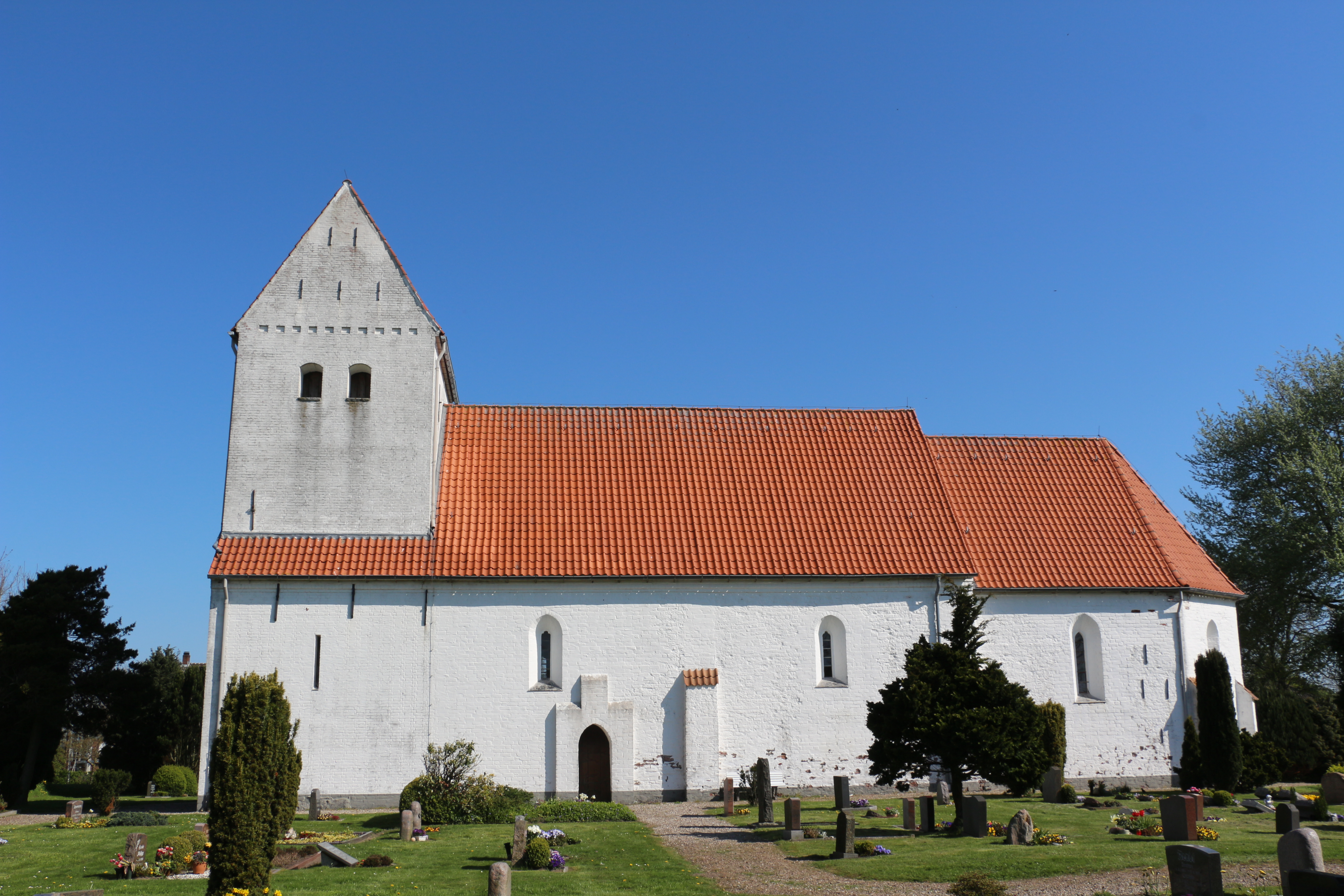
Kirche Braderup

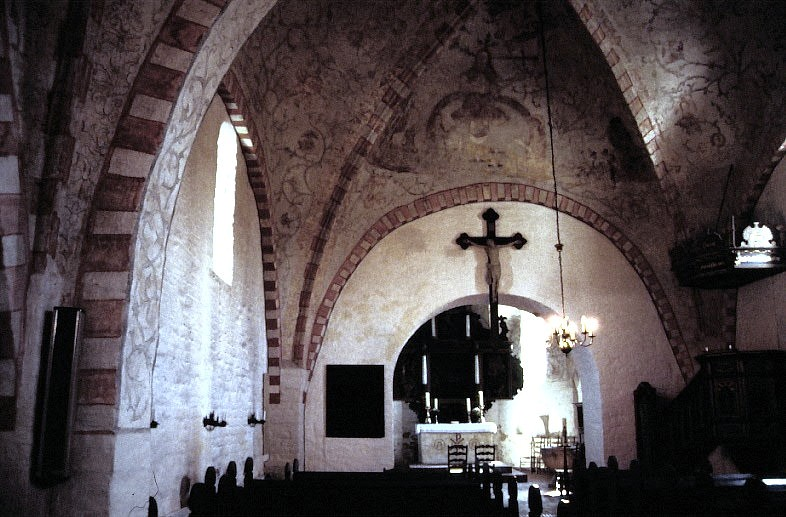
Innenansicht

Die Kirche Braderup ist die evangelisch-lutherische Kirche in der Gemeinde Braderup im  Kreis Nordfriesland in Schleswig-Holstein. Es ist eines von zwei Kirchenbauwerken der heute gemeinsamen Kirchengemeinde Braderup-Klixbüll der Evangelisch-Lutherischen Kirche in Norddeutschland. Sie ist ein nach dem Denkmalschutzgesetz (Schleswig-Holstein) eingetragenes Kulturdenkmal mit der Objekt-ID 1853 und prägend für das Ortsbild.

## Beschreibung
Die frühgotische Saalkirche wurde in der zweiten Hälfte des 13. Jahrhunderts erbaut. Sie besteht aus einem Langhaus, einem leicht eingezogenen, dreiseitig geschlossenen Chor im Osten, der von Strebepfeilern gestützt wird, und einem im Kern spätgotischen Westwerk, in dessen Mitte sich seit 1938/39 ein quadratischer Kirchturm erhebt, der quer mit einem Satteldach bedeckt ist. 
Der Innenraum des Langhauses ist mit einem Kreuzrippengewölbe überspannt, dessen Schildbögen auf wandständigen Pfeilern aufliegen. Zur Kirchenausstattung gehört ein Flügelaltar von 1676, in dessen Mitte das Altarretabel eine Kopie des Gemäldes vom Abendmahl Jesu von Peter Paul Rubens enthält.